# Javor (kanton środkowobośniacki)
Javor – wieś w Bośni i Hercegowinie, w Federacji Bośni i Hercegowiny, w kantonie środkowobośniackim, w gminie Busovača. W 2013 roku pozostawała niezamieszkana.